# Кирани Џејмс
Кирани Џејмс (Гујаве, 1. септембар 1992) је гренадски атлетичар, специјалиста за трке на 200 м и 400 м. На првенству света 2011. године је постао светски првак у трци на 400 м.

## Биографија
Кирани је рођен у малом рибарском месту Гујаве, али касније је отишао да студира на Универзитету Алабама. Тамо је започео да тренира под руководством бившег олимпијског спринтера Харвиа Гленса и двапут за редом је победио на студентским такмичењима у дисциплини 400 m.
Сезону 2011. је започео са веома добрим резултатима на атлетским митинзима, а своју добру форму је потврдио и на првенству света у Тегуу, на којем је освојио златну медаљу са новим личним рекордом од 44,60 с, што је било за три стотинке боље од актуалног олимпијског и светског шампиона, Лашона Мерита. Овим успехом је постао први атлетичар са Гренаде који је икад освојио медаљу на светским првенствима на отвореном.

## Лични рекорди
| Дисциплина           | Време | Место              | Датум             |
| -------------------- | ----- | ------------------ | ----------------- |
| 200 м (на отвореном) | 20,41 | Ел Пасо, САД       | 16. април 2011.   |
| 200 м (у дворани)    | 20,58 | Албукерке, САД     | 21. јануар 2011.  |
| 400 м (на отвореном) | 43,44 | Лозана, Швајцарска | 3. јул 2014.      |
| 400 м (у дворани)    | 44,80 | Фејетвил, САД      | 27. фебруар 2011. |